# 親愛なるバスケットボール
『親愛なるバスケットボール』（Dear Basketball）は、コービー・ブライアント脚本・ナレーション、グレン・キーン監督、ジョン・ウィリアムズ作曲による2017年のアメリカ合衆国の短編アニメ映画である。2015年11月29日にブライアントがバスケットボール界からの現役引退を発表した際に『The Players' Tribune』に寄稿した詩が基となっている。
go90によりオンライン配信された。第90回アカデミー賞では短編アニメ賞を獲得し、ブライアントはNBA選手としては史上初のオスカー受賞者となった。
日本では2018年のショートショートフィルムフェスティバル&アジアで上映された。

## 評価

### 批評家の反応
レビュー・アグリゲーター・ウェブサイトのRotten Tomatoesでは12件のレビューで支持率は75%となっている。

### 受賞とノミネート
| 賞                 | 授賞式       | 部門                                           | 結果 |
| ------------------ | ------------ | ---------------------------------------------- | ---- |
| アカデミー賞       | 2018年3月4日 | 短編アニメ賞                                   | 受賞 |
| アニー賞           | 2018年2月3日 | 短編作品賞                                     | 受賞 |
| スポーツ・エミー賞 | 2018年5月9日 | ポストプロデュースド・グラフィック・デザイン賞 | 受賞 |